# Ріоха (Альмерія)
Ріоха (ісп. Rioja) — муніципалітет в Іспанії, у складі автономної спільноти Андалусія, у провінції Альмерія. Населення — 1594 особа (2023).
Муніципалітет розташований на відстані близько 400 км на південь від Мадрида, 10 км на північ від Альмерії.
На території муніципалітету розташовані такі населені пункти: (дані про населення за 2010 рік)
- Абріохаль: 31 особа
- Марраке: 92 особи
- Ріоха: 1238 осіб

## Демографія
Динаміка населення (INE ):